# رستم یمبولاتوف
رستم یمبولاتوف (روسی: Рустам Зайнуллович Ямбулато؛ زادهٔ ۱۰ نوامبر ۱۹۵۰) تیرانداز اهل اتحاد جماهیر شوروی سوسیالیستی است.